# Бекстрём, Никлас Оскар
О шведском нападающем см. Бекстрём, Ларс Никлас
Ни́клас О́скар Бекстрём ([ˈnɪ̌kːlas ˈbɛ̂kːstrœm] фин. Niklas Oskar Bäckström; род. 13 февраля 1978, Хельсинки, Финляндия) — финский хоккеист, вратарь. В настоящее время работает тренером по развитию игроков в клубе Национальной хоккейной лиги (НХЛ) «Коламбус Блю Джекетс».
Бекстрём был третьим вратарём финской сборной на Олимпиаде 2006 года, не сыграл ни одного матча.
В чемпионате Финляндии выступал за ХИФК, СайПа и Кярпят, в составе которого стал чемпионом в 2004 и 2005 годах. 1 июня 2006 года подписал годовой контракт с «Миннесотой», позже подписав многолетний контракт. В сезоне 2007/08 был основным вратарём миннесотского клуба, сыграв 58 матчей в регулярном чемпионате и одержав 33 победы (9-й показатель в НХЛ).
Летом 2019 года завершил профессиональную карьеру хоккеиста.
Бронзовый призёр чемпионата мира 2008 года.

## Статистика

### Клубная
- a В «Плей-офф» учитывается статистика игрока в Плей-аут.
- b В «Плей-офф» учитывается статистика игрока в Квалификационном турнире Элитной серии.

## Достижения

### Командные
| Год           | Команда          | Достижение                                 | Достижение |
| ------------- | ---------------- | ------------------------------------------ | ---------- |
| Клубные       |                  |                                            |            |
| 1999          | ХИФК             | Серебряный призёр чемпионата Финляндии (2) |            |
| 2003          | Кярпят           | Серебряный призёр чемпионата Финляндии (2) |            |
| 2004, 2005    | Кярпят           | Чемпион Финляндии (2)                      |            |
| 2006          | Кярпят           | Бронзовый призёр чемпионата Финляндии (2)  |            |
| 2018          | ХИФК             | Бронзовый призёр чемпионата Финляндии (2)  |            |
| Международные |                  |                                            |            |
| 1998          | Финляндия (мол.) | Победитель молодёжного чемпионата мира     |            |
| 2006          | Финляндия        | Серебряный призёр Олимпийских игр          |            |
| 2006, 2008    | Финляндия        | Бронзовый призёр чемпионата мира (2)       |            |
| 2010          | Финляндия        | Бронзовый призёр Олимпийских игр           |            |
| 2016          | Финляндия        | Серебряный призёр чемпионата мира          |            |

### Личные
| Год        | Команда         | Достижение                                                    | Достижение |
| ---------- | --------------- | ------------------------------------------------------------- | ---------- |
| 2004, 2005 | Кярпят          | Попадание в Сборную всех звёзд SM-liiga (2)                   |            |
| 2004, 2005 | Кярпят          | Обладатель «Урпо Илонен Трофи» (2)                            |            |
| 2004, 2005 | Кярпят          | Обладатель «Яри Курри Трофи» (2)                              |            |
| 2006       | Кярпят          | Лучший процент отражённых бросков Кубка европейских чемпионов |            |
| 2006       | Кярпят          | Лучший коэффициент надёжности Кубка европейских чемпионов     |            |
| 2006       | Кярпят          | Попадание в Сборную всех звёзд Кубка европейских чемпионов    |            |
| 2006       | Кярпят          | Лучший вратарь Кубка европейских чемпионов                    |            |
| 2007       | Миннесота Уайлд | Обладатель «Уильям М. Дженнингс Трофи»                        |            |
| 2007       | Миннесота Уайлд | Обладатель «Роджер Крозье Эворд»                              |            |
| 2009       | Миннесота Уайлд | Участник Матча всех звёзд НХЛ                                 |            |

## Рекорды

### «Миннесота Уайлд»
- Наибольшее количество побед — 194
- Наибольшее количество «сухих матчей» в одном сезоне — 8 в сезоне 2008/09

## Комментарии
1. ↑  Приз лучшему вратарю SM-liiga.
2. ↑  Приз лучшему игроку плей-офф SM-liiga.